# ニッポン・ジーン
株式会社ニッポンジーンは、東京都に本社を置く、遺伝子工学研究用試薬およびバイオテクノロジーに関する研究開発型企業である。遺伝子工学技術を中心としたバイオテクノロジーに強みがある。

## 沿革
- 1982年（昭和57年）
  - 1月 - バイオテクノロジー・ベンチャー企業として、株式会社ニッポンジーンを設立。
  - 4月 - 遺伝子工学研究用試薬の開発及び製造のため、酵素研究所・工場を設立。
- 1984年（昭和59年）1月 - 遺伝子工学研究用試薬の増産のため、酵素研究所・工場を拡張。
- 1986年（昭和61年）11月 - 第一回とやまテクノ大賞受賞。
- 1988年（昭和63年）4月 - 体外診断用医薬品の開発及び製造のため、免疫研究所・工場を設立。
- 1995年（平成7年）6月 - 体外診断用医薬品の増産のため、医薬品富山工場を設立。
- 2000年（平成12年）6月 - 独自に開発した新規シークエンス技術を事業化するため、研究開発部を分社独立させ、株式会社ニッポンジーンテクを設立。
- 2001年（平成13年）
  - 7月 -「遺伝子工学用のバッファー試薬」の設計・開発及び製造に関してISO 9001の認証を取得。
  - 8月 - ユーロジェンテック社（本社・ベルギー）とのジョイントベンチャー、株式会社ニッポンイージーティーを設立し、カスタム合成オリゴヌクレオチドの事業開始。
- 2007年（平成19年）4月 - ジェネテイン株式会社を設立し、自動化試薬の事業開始
- 2008年（平成20年）9月 -「GMO（遺伝子組み換え作物）検知試薬」および「分子生物学分野の受託製造試薬」の設計・開発および製造に関してISO 9001の認証を取得。
- 2010年（平成22年）10月 -「免疫測定法を用いた体外診断薬」の設計および製造に関してISO 13485の認証を取得。
- 2012年（平成24年）10月 - 株式会社ニッポンイージーティーを完全子会社化し、株式会社ニッポンジーン マテリアルに社名変更。
- 2016年（平成28年）10月 - ISO 13485の認証範囲の拡大（追加された適用範囲：「遺伝子型決定用の遺伝子解析キット及び管理用検体」の製造）。
- 2018年（平成30年）
  - 4月 - 研究試薬事業所、診断薬事業所を設立。　
  - 10月 - 動物用医薬品製造販売業許可を取得。

- 2020年（令和2年）4月 - 動物用医薬品卸売販売業許可を取得。
- 2022年（令和4年）3月 - ISO 27001の認証取得（適用範囲：発現解析用サンプルの調製及び抗原タンパク質の供給に関わる開発と調製）。

## 所在地
- 本社 - 東京営業所・東京都千代田区
- 富山営業所酵素研究所・工場、免疫研究所・工場、医薬品富山工場、総務部 - 富山県富山市